# 55
55（五十五、ごじゅうご、いそいつ、いそじあまりいつつ）は自然数、また整数において、54の次で56の前の数である。 

## 性質
- 55は合成数であり、正の約数は 1, 5, 11, 55 である。
  - 約数の和は72。
- 19番目の半素数である。1つ前は51、次は57。
- 10番目のフィボナッチ数である。1つ前は34、次は89。
  - フィボナッチ数かつ三角数である最大の数である。1つ前は21。(オンライン整数列大辞典の数列 A039595)
  - 3番目の半素数のフィボナッチ数である。1つ前は34、次は377。(オンライン整数列大辞典の数列 A053409)
- 55 = 1 + 2 + 3 + 4 + 5 + 6 + 7 + 8 +  9 + 10
  - 10番目の三角数である。1つ前は45、次は66。
    - 三角数において三角数番目で表せる4番目の数である。1つ前は21、次は120。(オンライン整数列大辞典の数列 A002817)
      - この数は n = 4 のときの n(n + 1)(n2 + n + 2)/8 の値である。

    - 出目が1から10である10面サイコロの目の総和と等しい。
    - 三角数が四角錐数となる2番目の数である。1つ前は1、次は91。
    - 三角数において各位の和も三角数になる8番目の数である。1つ前は28、次は78。(オンライン整数列大辞典の数列 A062099)
    - n = 5 のときの n と prime(n) との積とみたとき1つ前は28、次は78。
    - 3つの正の数の立方数の和で表せる4番目の三角数である。1つ前は36、次は66。(オンライン整数列大辞典の数列 A119977)
    - 55 = 10 + 45
      - 2つの異なる三角数の和で表せる3番目の三角数である。1つ前は36、次は66。(オンライン整数列大辞典の数列 A112352)

    - 55 = 6 + 21 + 28
      - 3つの異なる三角数の和で表せる4番目の三角数である。1つ前は45、次は66。(オンライン整数列大辞典の数列 A112353)
- 5番目の七角数である。5(5 × 5 − 3) / 2 = 55。1つ前は34、次は81。
- 55 = 12 + 22 + 32 + 42 + 52
  - 5番目の四角錐数である。1つ前は30、次は91。
  - 5連続整数の平方和とみたとき1つ前は30、次は90。ただし自然数の範囲では最小の数である。
- 4番目のカプレカ数である。552 = 3025 ,  30 + 25 = 55。1つ前は45、次は99。
- 15番目の回文数である。1つ前は44、次は66。
  - 1桁の数を除くと5番目の回文数である。
  - 5が2つ並ぶゾロ目である。ゾロ目でかつ三角数でもある数は他に66と666しかないと予想されている。(オンライン整数列大辞典の数列 A045914)
  - 十進法における回文数において六進法でも回文数となる7番目の数である。ただしどちらにおいても1桁の数を除くと2番目である。1つ前は7、次は111。(オンライン整数列大辞典の数列 A029963)
    - 55(10) = 131(6)
- 1/55 = 0.018… (下線部は循環節で長さは2)
  - 逆数が循環小数になる数で循環節が2になる5番目の数である。1つ前は44、次は66。(オンライン整数列大辞典の数列 A070022)
- √3000 に最も近い整数である。√3000 = 54.77225…。542 = 2916, 552 = 3025
- 各位の和が10になる5番目の数である。1つ前は46、次は64。
- 各位の立方和が250になる最小の数である。次は505。(オンライン整数列大辞典の数列 A055012)
  - 各位の立方和が n になる最小の数である。1つ前の249は122226、次の251は155。(オンライン整数列大辞典の数列 A165370)
- 55 = 13 + 33 + 33
  - 3つの正の数の立方数の和1通りで表せる8番目の数である。1つ前は43、次は62。(オンライン整数列大辞典の数列 A025395)
- 55 = 72 + 7 − 1 = 82 − 8 − 1
  - n = 7 のときの n2 + n − 1 の値とみたとき1つ前は41、次は71。(オンライン整数列大辞典の数列 A028387)

## その他 55 に関連すること
- 原子番号 55 の元素はセシウム (Cs) である。
- ブラジルへの国際電話番号。
- 米プロバスケットNBAではリーグの特別の許可が不要である最大の背番号。
- 第55代天皇は文徳天皇である。
- 日本の第55代内閣総理大臣は石橋湛山である。
- 大相撲の第55代横綱は北の湖敏満である。
- 第55代ローマ教皇はボニファティウス2世（在位：530年9月22日～532年10月17日）である。
- 易占の六十四卦で第55番目の卦は、雷火豊。
- クルアーンにおける第55番目のスーラは慈悲あまねく御方である。
- 5月5日はこどもの日、端午の節句。
- コント55号は萩本欽一と坂上二郎によるコントコンビ。
- 55年体制
- 年始から数えて55日目は2月24日。
- 歌川広重による浮世絵木版画の連作『東海道五十三次 (浮世絵)』は55枚の版画絵からできている。
- 囲碁における初手はその対称性から55通りである。
- デジタル表示された55の上下を逆にしても55となる。このような2桁の数は 11, 22, 55, 69, 88, 96 の6つある。(オンライン整数列大辞典の数列 A018846)
- 55 - Official髭男dismの楽曲。3rdミニアルバム『レポート』に収録。
- 1991年のル・マン24時間レースで日本車として初優勝を飾ったマツダ・787Bのカーナンバー。
- 王貞治が1964年に記録した「1シーズンの本塁打数」の記録は55本である。この記録は2013年にウラディミール・バレンティンに更新されるまで日本のプロ野球における最多記録であった。
- 55ジャムは、アヲハタ(キユーピー株式会社)が販売する製品ブランドである。